# Slaget vid Adrianopel
Denna artikel behandlar slaget vid Adrianopel år 378. För slaget år 1205, se Slaget vid Adrianopel (1205)
Det andra slaget vid Adrianopel, också kallat slaget vid Hadrianopel, utkämpades 9 augusti 378 mellan den romerska armén under den östromerske kejsaren Valens, och germaner ledda av Fritigern. De germanska styrkorna bestod främst av visigoter och ostrogoter, assisterade av de icke-germanska alanerna. Slaget ägde rum i Adrianopel (dagens Edirne i Turkiet) och resulterade i ett förkrossande romerskt nederlag, vilket innebar början till slutet för det Västromerska riket. 

## Bakgrund
Goterna, ledda av Alavivus och Fritigern, undanträngdes av de invaderande hunnerna och 376 bad man om tillstånd att bosätta sig på romerskt territorium. Kejsar Valens medgav detta med förhoppningen att de skulle bli goda bönder och soldater som allierade (foederati). Korrupta provinsguvernörer orsakade emellertid goterna mycket lidande, vilket till slut gjorde att goterna revolterade. De korsade Donau och ödelade landet. Valens bad då den västromerske kejsaren Gratianus om förstärkningar för att bekämpa de numerärt överlägsna goterna. Gratianus sände sina generaler Frigerid och Richomer, och under de följande två åren utkämpades en serie slag, dock utan att någon av parterna kunde fälla ett avgörande.
År 378 beslöt Valens att själv överta kontrollen över krigståget. Han begav sig från Antiochia till Konstantinopel och beordrade samtidigt general Sebastianus att lämna Italien. Sebastianus besegrade snabbt en grupp goter i en överraskningsattack, och tvingade dem till reträtt. Sedan Valens fått rapporter om Sebastianus seger över goterna och Gratianus seger över alemannerna i väst, kände han sig redo att själv gå till handling. Samman med sina trupper förenade han sig med Sebastianus styrkor i Adrianopel. Den 6 augusti inkom underrättelserapporter som lokaliserade goterna tjugo kilometer sydväst om staden, där de eftersträvade en omringning av den romerska hären. Valens lyckades trots den ogynnsamma terrängen nå fram till Adrianopel där man upprättade ett läger omgivet av diken och vallar. 
Gratianus bad i ett brev, överlämnat av hans general Richomer, Valens att invänta förstärkningarna från väst innan han gav sig in i strid, ett förslag som också Valens egna rådgivare stödde. Inspirerad av Sebastianus tidigare seger valde emellertid Valens att omedelbart gå i strid. Han uppskattade goternas antal till blott 10 000 man. Den 8 augusti skickade Fritigern ett sändebud till Valens och erbjöd fred och en allians i utbyte mot något romerskt territorium. Valens, som trodde sig vara numerärt överlägsen goterna, ignorerade förslaget. Han hade dock inte räknat med det gotiska kavalleriet som provianterade längre bort.

### De romerska trupperna
Valens trupper bestod av krigsveteraner, ett manskap med lång erfarenhet av strid. Den bestod av sju legioner om vardera 700–1 000 man, inklusive bland andra Legio I Maximiana och kejserliga hjälptrupper. Kavalleriet utgjordes av bepansrade bågskyttar och palatsvakten (Scholae). Dessa trupper var emellertid starkare på pappret än i verkligheten och då det gotiska kavalleriet anlände till slagfältet tog de snabbt till flykten. I armén fanns även arabiska skvadroner, men de var mer lämpade för mindre skärmytslingar än ett regelrätt fältslag.
Det romerska nederlaget berodde bland annat på att kvalitén på dess trupper försämrats avsevärt: disciplinen bland legotrupperna var inte den bästa och legionerna var betydligt sämre utrustade än de varit under 100- och 200-talen. Somliga romerska legionärer bar inte ens rustning – möjligen därför att mobilitet hade fått större betydelse för krigföringen, men kanske också därför att disciplinen var så låg att soldaterna helt enkelt kunde vägra bära den tunga utrustningen. Dessutom gav de ringbrynjor som användes i slaget ett sämre skydd än de lorica segmentata som legionerna tidigare försetts med.

## Händelserna under slaget

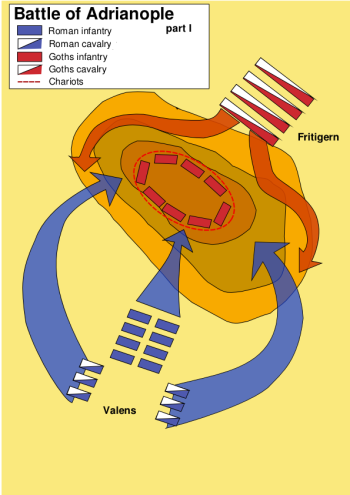
Slagordning

Morgonen den 9 augusti bröt Valens upp från Adrianopel där han lämnade den kejserliga statskassan och administrationen under legionernas beskydd. Genom underrättelserrapporterna som föregick slaget kände Valens till var goterna slagit läger, och han nådde deras position efter en sju timmar lång marsch i svår terräng. Klockan två på eftermiddagen stod de oordnade romerska trupperna inför det gotiska lägret, som upprättats på krönet av en kulle. De närvarande gotiska soldaterna intog sina positioner framför den ring av vagnar som skulle skydda deras familjer. 
Fritigerns mål blev att snabbt fördröja romarna för att ge kavalleriet den tid som behövdes för att återvända till lägret. I detta syfte brändes marken och man påbörjade förhandlingar om utbyte av gisslan. Förhandlingarna gav Fritigern värdefull tid samtidigt som de retade upp de segervissa romerska trupperna. Med vad de trodde vara en lätt seger inom räckhåll inledde de romerska soldaterna striden utan att invänta order. Palatskavalleriet under den kaukasiske prinsen Bacurius gick till anfall, men utan det erforderliga infanteristödet slogs angreppet lätt tillbaka.
Därefter lyckades den romerska vänstra flygeln nå de gotiska ställningarna uppe på kullen, men då var det redan för sent – det gotiska kavalleriet anlände till slagfältet i samma ögonblick. De omringade de romerska trupperna, som åter bringats i oordning på grund av det första misslyckade anfallet. Romarna drog sig tillbaka till kullens fot men lyckades där aldrig inta nya ställningar, eftersom deras tunga rustningar och långa sköldar till stor del förhindrade fria manövrar. 
Förlusterna, utmattningen och den psykologiska ansträngningen bringade den romerska armén i panikartad flykt. Det gotiska kavalleriet fortsatte sitt anfall under återstoden av dagen, och uppskattningsvis 40 000 romerska soldater fick sätta livet till.

## Valens död och dess konsekvenser
I flykten övergavs kejsaren av sina trupper. Delar av hans livgarde försökte visserligen undsätta honom, men majoriteten av hans kavalleri deserterade. Kejsaren dog anonymt på slagfältet.
Enligt historikern Ammianus Marcellinus lyckades en tredjedel av den romerska armén retirera framgångsrikt, men förlusterna var enorma. Många officerare, bland andra Sebastianus, stupade i det största romerska nederlaget sedan Hannibals seger i slaget vid Cannae år 216 f.Kr. För romerska riket innebar nederlaget en katastrof: stora delar av den östromerska rikshalvan förlorades och tillsammans med den många viktiga administratörer, samt alla vapenfabriker längs med Donau. Dessutom ledde bristen på reservtrupper till en värvningskris som förstärkte den strategiska och moraliska förlusten.
Slaget innebar att barbarerna nu blivit en maktfaktor att räkna med, oavsett om de stred för eller emot romarna. Krisen som följde på nederlaget fick en lösning först år 382, då Valens efterträdare Theodosius I accepterade goterna som allierade; en kompromiss som banade vägen för framtida gotiska uppror.
Somliga militärhistoriker låter slaget vid Adrianopel få markera slutet på antiken och början på medeltiden, eftersom de i sammandrabbningens följder ser det tunga kavalleriets överlägsenhet över infanteriet – ett övertag som skulle komma att vara under de följande tusen åren.